# Bebelis maculata
Bebelis maculata là một loài bọ cánh cứng trong họ Cerambycidae.